# Lirophora clenchi
Lirophora clenchi är en musselart som först beskrevs av Pulley 1952.  Lirophora clenchi ingår i släktet Lirophora och familjen venusmusslor. Inga underarter finns listade i Catalogue of Life.